# Vychino
Vychino in russo Выхино? è una stazione della metropolitana di Mosca, situata sulla linea Tagansko-Krasnopresnenskaja. Inaugurata il 31 dicembre 1966 come tratta finale del ramo Ždanovskij, la fermata è stata per quasi 50 anni il capolinea meridionale della linea fino a quando nel 2013 sono state inaugurate le stazioni di Lermontovskij Prospekt e di Žulebino. Questa stazione è unica per molti aspetti: prima di tutto, è stata l'ultima stazione di Mosca (non considerando la ricostruzione di Vorob'ёvy Gory nel 2002 e della metropolitana leggera nel 2003) ad essere in superficie, ed è stata l'ultima ad avere le banchine ai lati. Infatti, la stazione della metropolitana è solo parte del complesso punto di interscambio tra la metropolitana e le principali linee ferroviarie interurbane (dirette a Kazan').
Disegnata da A.F. Strelkov e V.F. Cheremin, l'intero complesso presenta quattro banchine, due delle quali a isola. La ferrovia utilizza quattro dei sei binari, mentre la metropolitana utilizza gli altri due. È impossibile accedere a una banchina da un'altra senza lasciare la metropolitana; esistono due sottopassi pedonali che permettono il trasbordo tra le banchine. Il collegamento ferrovia-metropolitana è possibile solamente dai treni diretti da Mosca verso il centro, dove la banchina è condivisa da treni e metropolitana.
Quando l'intero punto di trasferimento fu costruito, fu progettato nella prospettiva della sottostima del carico di passeggeri. In aggiunta al traffico ferroviario, Vychino può anche contare su una vicina stazione di autobus, pertanto molti passeggeri provenienti dall'Oblast di Mosca giungono a tale stazione. Di conseguenza, la piccola stazione, nel mese di marzo 2002, ebbe uno dei maggiori carichi di passeggeri della rete, che si attestò a 174.250 persone.

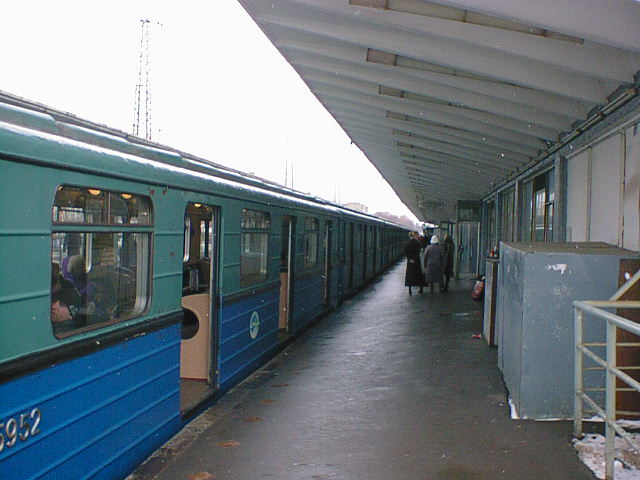
Vychino, la banchina originale

Inizialmente, i treni viaggiatori si fermavano poco al di fuori della stazione, ma dal 2000 fu chiaro che la stazione necessitava di una grande opera di ristrutturazione. Nel 2004 fu chiusa la fermata, ma solo per i treni delle ferrovie, per consentire i lavori; gli utenti dei treni dovevano utilizzare la stazione ferroviaria Kazanskij. Durante questo periodo, le vecchie tettoie in cemento degli anni sessanta furono abbattute, e sostituite con moderne tettoie trasparenti bianche e verdi, più decorative. Le scale vennero coperte da tettoie e il pavimento in cemento fu sostituito da pavimento in pietra. La banchina centrale triplicò quasi la sua superficie. La parte della stazione utilizzata dalla metropolitana mantenne le tettorie, che furono però completamente riverniciate e i vecchi elementi di illuminazione vennero sostituiti, dando alla banchina un aspetto più pulito. I sottopassi furono allargati e le vecchie piastrelle furono sostituite da marmo. Il complesso fu riaperto al pubblico il 2 ottobre 2004.
Non essendoci collegamenti tra le banchine della metropolitana, il cambio di direzione del treno avviene a Rjazanskij Prospekt. Oltre la stazione, vi è un binario utilizzato per il cambiamento di senso di marcia dei treni e il collegamento che conduce al deposito Vychino.
In origine, la stazione era chiamata Ždanovskaja (da qui il nome dell'intero ramo della linea), in onore del famoso rivoluzionario e politico Andrej Ždanov; nel 1988 il nome è stato cambiato e portato a quello attuale, Vychino, preso dal nome del quartiere in cui sorge la stazione.